# Inno imperiale ottomano

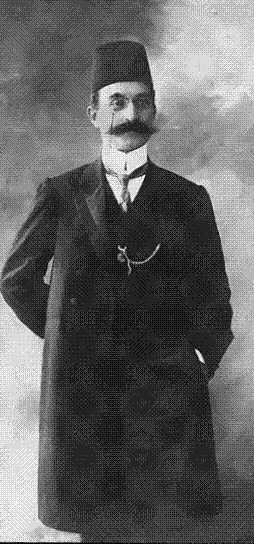
Italo Selvelli compose la Reşadiye Marşı (Marcia di Mehmed Resad) per Mehmed V

L'Impero ottomano utilizzò inni fin dalla sua fondazione nel tardo XIII secolo, ma non utilizzò un inno imperiale o nazionale specifico fino al XIX secolo. Durante il regno di Mahmud II, quando la banda militare e la banda imperiale furono riorganizzate rifacendosi a modelli occidentali, Giuseppe Donizetti fu invitato a dirigere i lavori per la stesura di un nuovo inno imperiale. Donizetti Paşa, come era conosciuto nel Levante, compose nel 1829, in stile occidentale, il primo inno imperiale dell'Impero ottomano, la Mahmudiye Marşı.

## Raccolta degli inni
Come in molte delle altre monarchie del tempo, l'inno dell'Impero ottomano era un inno imperiale ma non nazionale; gli inni erano, quindi, un omaggio a uno specifico sovrano e un nuovo inno veniva composto a ogni successione imperiale. Nel 1844, tuttavia, con le riforme di Tanzimat (تنظيمات, Tanzimât), la Mecidiye Marşı fu riconosciuta ufficialmente come il primo inno nazionale Ottomano. Sempre nel 1844, inoltre, fu anche adottata la prima bandiera nazionale Ottomana ufficiale (che era praticamente quasi identica alla bandiera turca attuale).
- Mahmudiye Marşı, Marcia di Mahmud - per Mahmud II (1808-1839 / 1918-1922), di Giuseppe Donizetti[1]
- Mecidiye Marşı, Marcia di Abdülmecid - per Abdülmecid I (1839-1861), di Giuseppe Donizetti[2]
- Aziziye Marşı, Marcia di Abdülaziz – per Abdülaziz (1861–1876), di Callisto Guatelli[3]
- Hamidiye Marşı, Marcia di Abdulhamid – per Abdul Hamid II (1876–1909), di Necip Ahmed Pasha[4]
- Reşadiye Marşı, Marcia di Mehmed Resad – per Mehmed V Reşad (1909–1918), di Italo Selvelli[5]

Una volta avviata la tradizione degli inni imperiali, solo due Sultani non commissionarono degli inni personali. Il primo fu Murad V, che regnò solo per 3 mesi nel 1876; il secondo, invece, fu l'ultimo Sultano dell'Impero Ottomano, Mehmed VI Vahdeddin, il quale riutilizzò la Mahmudiye Marşı.
Solo la Hamidiye Marşı e la Reşadiye Marşı hanno un testo, i primi tre inni sono solamente strumentali.